# نسخ مماثلة لسفينة نوح ومشتقاتها
تم بناء واقتراح العديد من النماذج لسفينة نوح . كان القصد من بعضها أن تكون نسخًا مماثلة ، أقرب ما يمكن إلى تابوت الكتاب المقدس ، حيث افترض البناة أن مثل هذا القارب موجود بالفعل وأنه ليس سفينة أسطورية . البعض الآخر من الاقتراحات عبارة عن مشتقات أكثر مرونة مستوحاة من الفكرة. الوصف الكتابي للسفينة موجز في الكتاب المقدس ، يتجاوز المقاييس الأساسية للطول والارتفاع والعرض ،  والتصميم الدقيق لأي "نسخة طبق الأصل" مطلوبة سيكون إلى حد كبير مسألة تخمين وتصور. يفسر البعض الفلك (سفينة نوح) على أنه مجرد هيكل يشبه الصندوق بجوانب مستطيلة ؛ عمليات إعادة البناء الأخرى (مثل منتزه لقاء السفينة آرك انكاونتر ) تعطيه أرضية مقوسة ومؤخرة .

## بحجم كبير

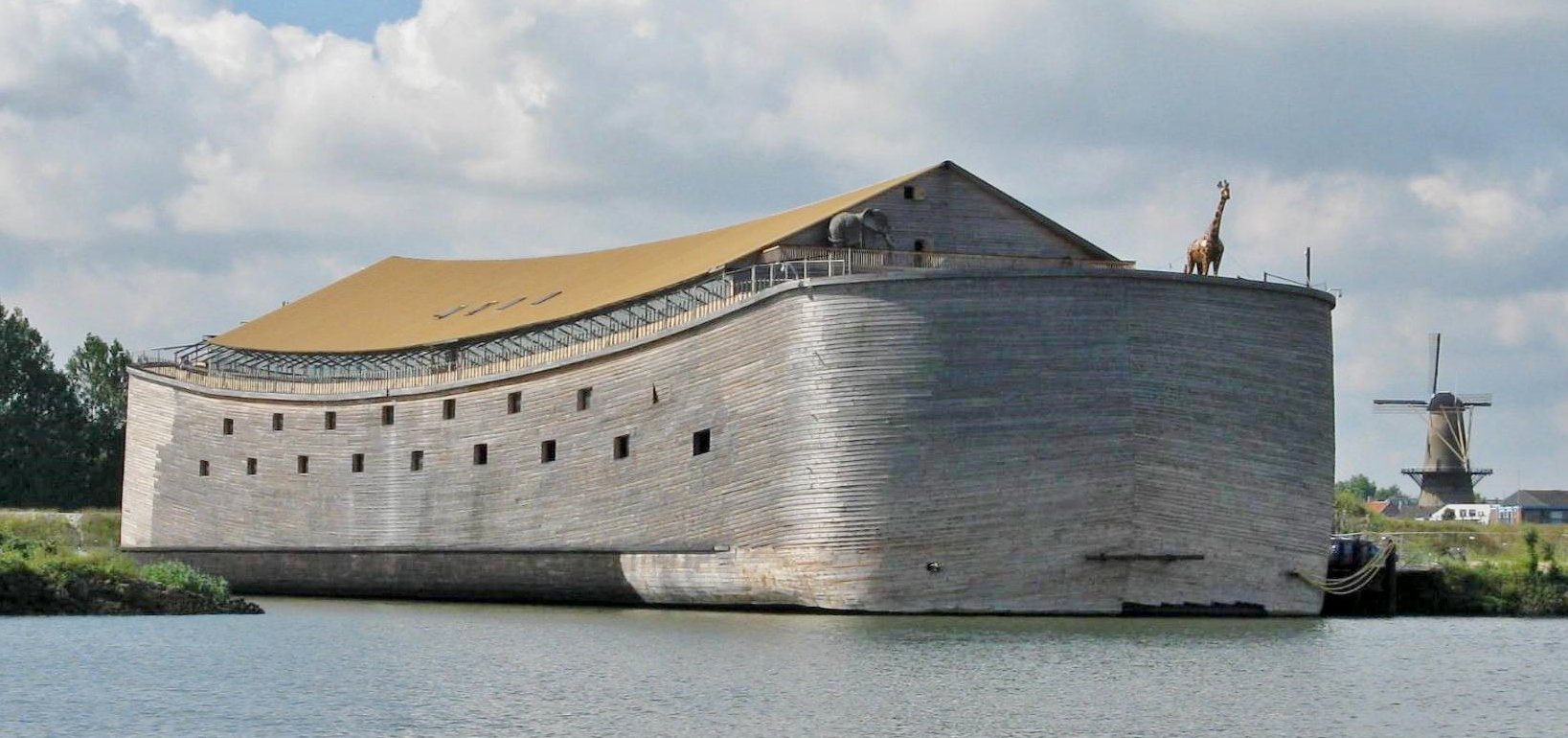
تفسير بالحجم الكامل لسفينة نوح في دوردريخت ، هولندا

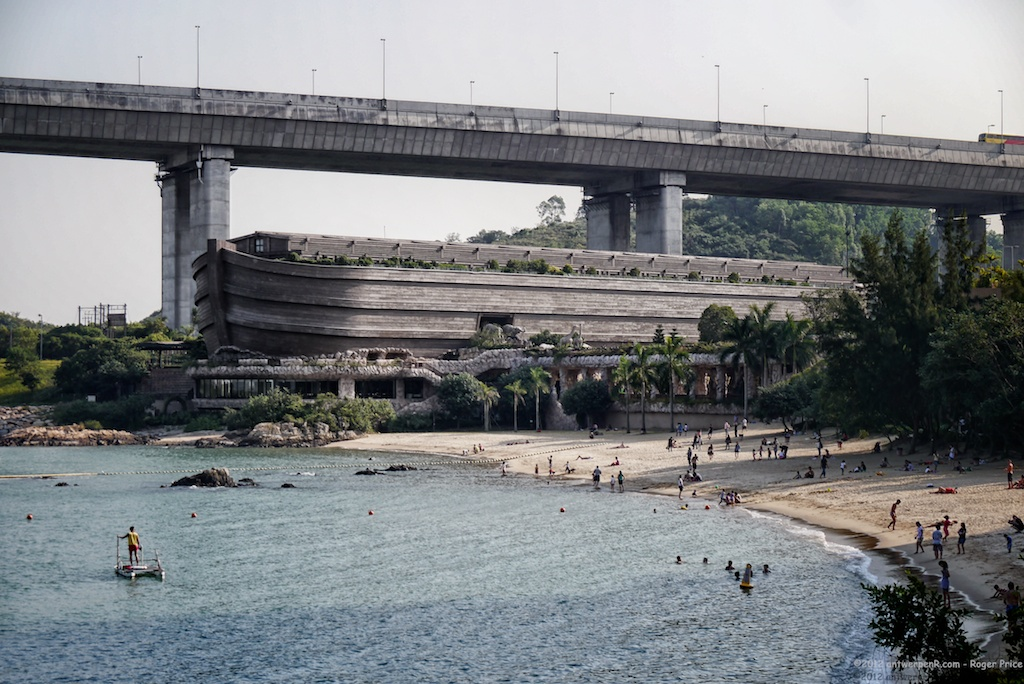
سفينة نوح عند جسر تسينغ ما في هونغ كونغ

يذكر الكتاب المقدس أن طول الفلك هو 300 ذراع . كانت الأذرع المختلفة مستخدمة في العصور القديمة ،  ولكن لكي يتم اعتبارها "كاملة الحجم" ، فوجب أن تكون نسخة آرك في حجم بين حوالي 135 إلى 150 مترًا (حوالي 440 إلى 500 قدم) .
يوجد منها ثلاثة سفة كبير في ثلاثة مواقع.
- سفينة يوهان في دوردريخت ، هولندا . [3] 137 مترًا (450 قدم) طولًا ويتم حملها على منصة مكونة من 25 بارجة LASH ، وهذا هو تصميم السفينة الوحيد واسع النطاق الذي يكون في الواقع عائمًا ومتحركًا. [4]
- مدينة ملاهي Noah's Ark في جزيرة Ma Wan ، هونغ كونغ . هذا التصميم هو أيضًا بطول 137 مترًا (450 قدم) . [5]
- متنزه لقاء السفينة Ark Encounter الترفيهي الواقع على تل في مقاطعة جرانت ، كنتاكي ، الولايات المتحدة. ويبلغ طول السفينة 155 مترا (510 قدم) . [6]

## مقاييس أصغر
- قام Johan's Ark - قام Johan Huibers أيضًا ببناء سفينة صغيرة الحجم. [4]
- 2/3 نموذج بمقياس فلورنسفيل ، نيو برونزويك ، كندا. [5] [7]
- قامت منظمة السلام الأخضر ببناء سفينة مماثلة مقاس 10 × 4 × 4 أمتار على جبل أرارات في عام 2007 للتحذير من "كارثة مناخية وشيكة". [5] [7] [8] تم نقله لاحقًا إلى بلدة إغدير .
- نسخة طبق الأصل من الأسمنت والحديد ، 60 مترًا في 4.5 متر (200 قدم × 15 قدم) ، في حديقة يديرها فرويد دي ميلو في Hidrolândia ، Goiás ، البرازيل . [7] [9] [10]
- نموذج مصغر في متحف دليل الخلق ، بالقرب من جلين روز ، تكساس . [11]

## جزئيات

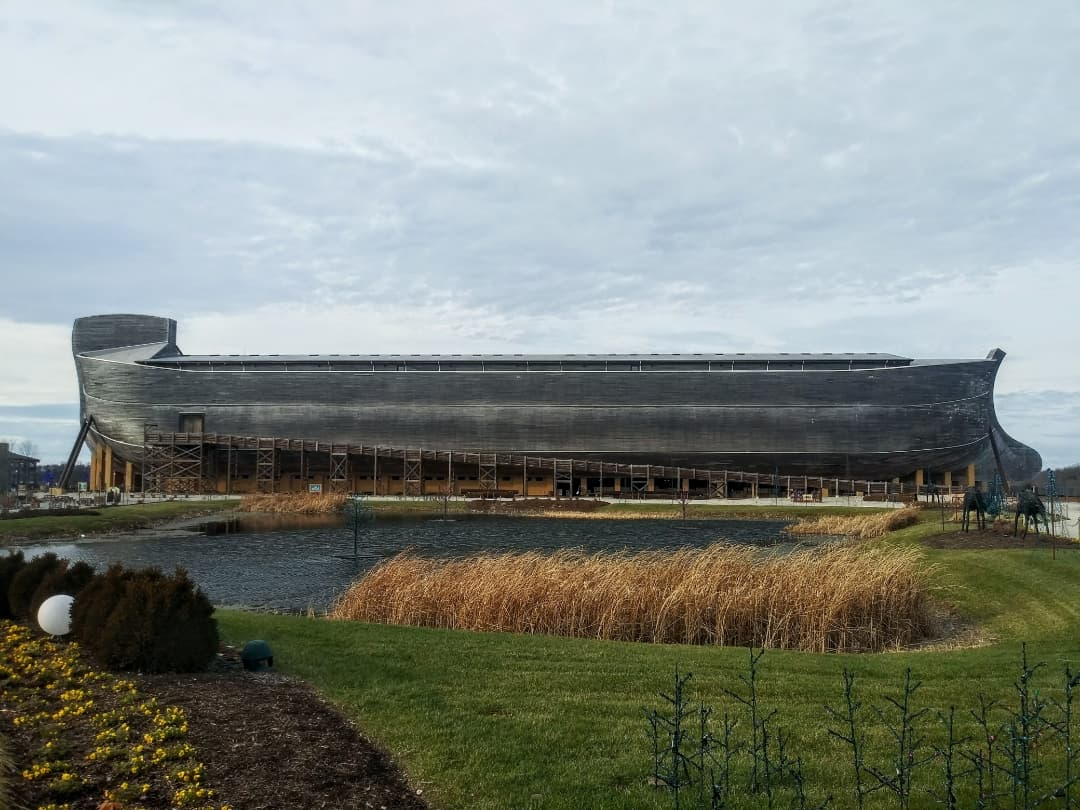
سفينة نوح في لقاء السفينة في كنتاكي

- نسخ طبق الأصل من أجزاء من الفلك في متحف الخلق ( بطرسبورغ ، كنتاكي) وفي مستودع قريب. [12]
- نسخة طبق الأصل جزئية مصممة لتصوير فيلم نوح عام 2014 ( أويستر باي ، لونغ آيلاند ) [13]
- سفينة سلامة الله ، بنيت جزئياً. على قمة تل على طول الطريق السريع 68 في فروستبرج بولاية ماريلاند.

## خارج الخدمة
- تم بناء نسخة مماثلة صغيرة الحجم كمجموعة لفيلم 2007 Evan Almighty في فرجينيا ثم تم تفكيكها. [14] [15]
- مطعم Noah's Ark ، سانت تشارلز ، ميزوري ، الولايات المتحدة - مطعم على شكل آرك (سفينة نوح) ، تم هدمه في عام 2007. [7]

## أنظر أيضا
- قائمة قوائم النسخ المماثلة
- لقاء السفينة